# 大頭裂脂鯉
大頭裂脂鯉（学名：Scissor macrocephalus）為輻鰭魚綱脂鯉目脂鯉亞目脂鯉科的一種熱帶淡水魚，其种加词“macrocephalus”意为“大头的”。分布於南美洲蘇利南淡水流域，體長可達3.4公分，棲息在底中層水域，生活習性不明。